# Chlístov u Dobrušky
Chlístov (deutsch Chlistau) ist eine Gemeinde in Tschechien. Sie befindet sich vier Kilometer südöstlich von Nové Město nad Metují im Vorland des Adlergebirges und gehört zum Okres Rychnov nad Kněžnou.

## Geographie

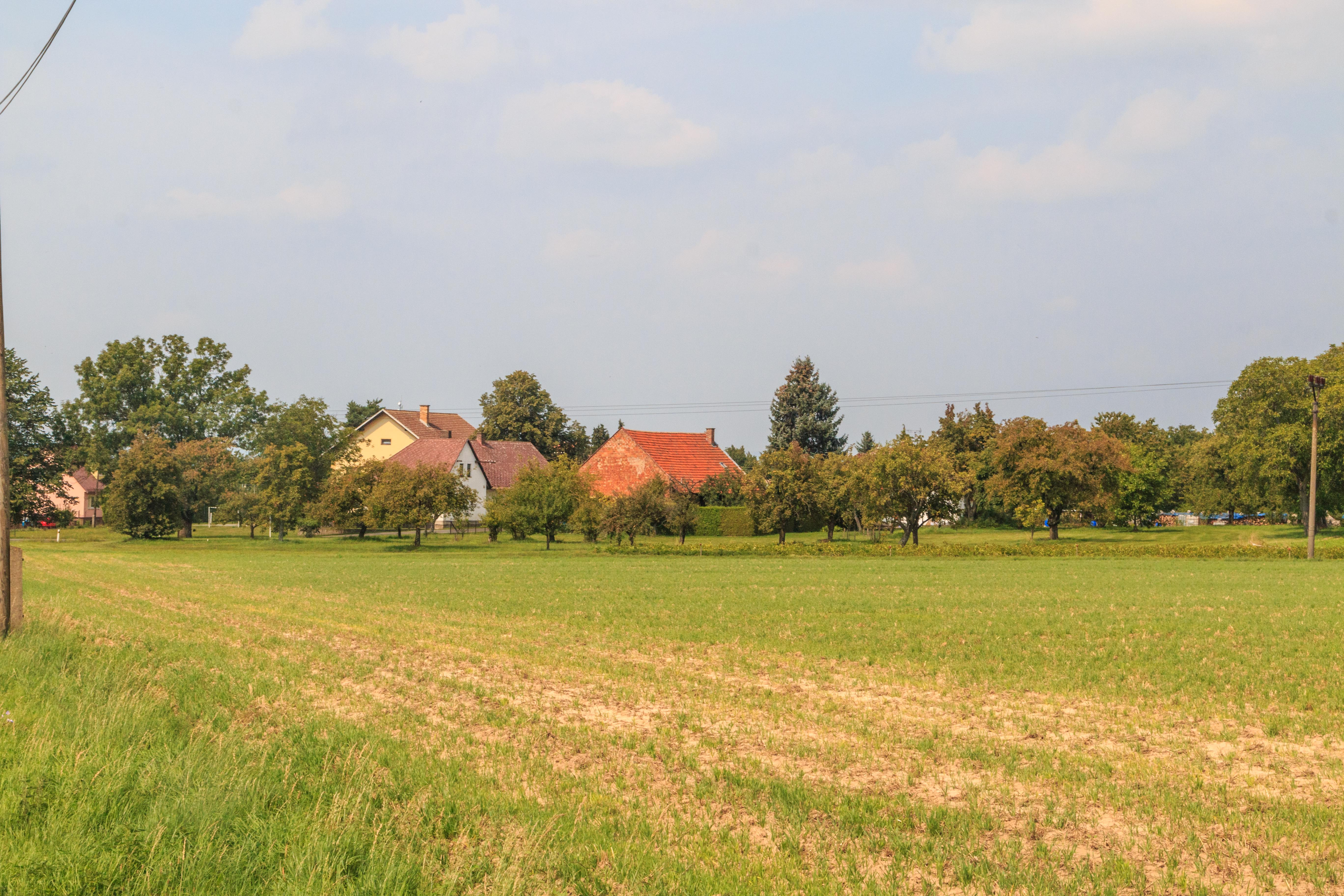
Blick auf Chlístov

Chlístov liegt auf einem Höhenrücken über dem Tal des Baches Janovský potok.
Nachbarorte sind Zákraví im Nordosten, Ohnišov im Osten, Val im Südosten, Křovice im Süden, Březiny und Běstviny im Westen sowie Spy im Nordwesten.

## Geschichte
Die erste urkundliche Erwähnung des Dorfes erfolgte als Lískov im Jahre 1760. Nach der Ablösung der Patrimonialherrschaften im Jahre 1848 wurde Chlístov ein Ortsteil von Spy. 1872 wurde Chlístov zur selbstständigen Gemeinde. 1904 wurde die Freiwillige Feuerwehr gegründet.
1960 erfolgte die Eingemeindung nach Val. Seit 1991 ist Chlístov wieder eine eigenständige Gemeinde.

## Gemeindegliederung
Für die Gemeinde Chlístov sind keine Ortsteile ausgewiesen.